# Braulio Caballero Figueroa
Braulio Caballero Figueroa, né à Tlalnepantla de Baz, le 30 avril 1998, est un organiste, claveciniste et chef d'orchestre mexicain. Il est actuellement organiste de la Cathédrale métropolitaine de Mexico.

## Biographie

### Formation
Braulio Caballero-Figueroa commence ses études au Conservatorio Nacional de Música (Mexico) sous la direction de la pianiste Ana Eugenia González Gallo (es). Par la suite, il mène des études d'orgue formelles avec Víctor Contreras (es) ; de clavecin avec Miguel Cicero et Santiago Álvarez Campa (es) ainsi que de direction d'orchestre avec Francisco Savín,,.
Il suit également des formations d'orgue avec l'organiste autrichien Matthias Giesen (de) et l'organiste brésilien Domitila Ballesteros ; de clavecin avec les clavecinistes Guido Morini, Stéphane Fuget, Dan Tidhar ; et de direction d'orchestre avec le chef d'orchestre italien Jacopo Sipari di Pescasseroli, Paulo Vassalo Lourenço ; ainsi qu'avec les metteurs en scène mexicains Enrique Diemecke et Eduardo Diazmuñoz (en),.

### Carrière
Il était organiste l'organiste de la cathédrale métropolitaine de Tlalnepantla,,,,. Lors de la visite du pape François au Mexique en 2014, il est sélectionné comme membre de la chorale pour la messe célébrée à Ecatepec, avec l'Orchestre symphonique de l'État du Mexique,.
En 2017, il interprète El sueño de Rosina, issue de la fusion du Barbier de Séville et des Noces de Figaro,,. De 2017 à 2019, il est directeur adjoint du Chœur du Conservatoire national de musique du Mexique. Il est interviewé sur Radio María Guatemala dans l'émission Cantus Ecclesiae qui diffuse également ses divers enregistrements d'orgue en République mexicaine. En 2019, il participe à des festivals, notamment au festival international d'orgue de Morelia, et au festival international d'orgue Guillermo Pinto Reyes.
En 2021, il a participé au festival international "Stat Crux dum volvitur orbis" (La croix reste pendant que l'orbe tourne) et au festival international "Hic est Corpus Meum" interprétant de la musique sacrée sur les orgues de la cathédrale métropolitaine de Mexico. Le concert virtuel a été diffusé par divers médias tels que la télévision archidiocésaine du Guatemala, TV USAC, Radio Faro Cultural et Radio María Guatemala.
Depuis le 6 septembre 2020, il est organiste de la cathédrale métropolitaine de Mexico,,.